# 威廉·瓦伦斯·道格拉斯·霍奇
威廉·瓦伦斯·道格拉斯·霍奇（英語：Sir William Vallance Douglas Hodge）（1903年6月17日—1975年7月7日），简写W·V·D·霍奇，是一位英国几何学家，皇家学会会士，主要研究方向为代数几何与微分几何之间的联系，此后这一领域称为霍奇理论以及凯勒流形。他也是由美国克雷數學研究所发布的七个千禧年大奖难题之一霍奇猜想的提出者。